# Gazoduc Suisse Romand
Der Gazoduc Suisse Romand ist eine Gasleitung in der Schweiz. Sie wird vom Unternehmen Gaznat betrieben, das 1968 von mehreren regionalen Energieversorgern der Westschweiz gegründet worden war.
Die etwa 165 km lange Pipeline besteht aus zwei parallelen Strängen. Der erste wurde von 1973 bis 1974 gebaut und verbindet die Druckausgleichsstationen in Vernier im Kanton Genf und Bex bzw. Aigle im Kanton Waadt, wo sich der Anschluss an die Leitung Gazoduc du Rhône (Obergesteln-Bex) befindet. Bei Aigle betreibt Gaznat das Kontrollzentrum ihres Leitungsnetzes.
Die Gasleitung verläuft in den Anfangsabschnitten an beiden Endpunkten auf dem Land und sonst zum grössten Teil unter Wasser auf dem Grund des Genfersees. Der erste Abschnitt im Chablais beginnt bei Bex an der Rhone, in der Nähe der Industriezone von Monthey, wo sich eine Pipelinebrücke über die Rhone befindet. Von Bex bis zur Austauschstation im Gewerbegebiet Les Iles von Aigle liegt sie direkt neben dem westlichsten Abschnitt des Gazoduc du Rhône. Im Boden der Rhoneebene verläuft die Leitung gegen Norden zumeist rechts des Entwässerungskanals Grand Canal. Das Gemeindegebiet von Chessel umgeht sie in einem grossen Bogen gegen Osten. Nordwestlich von Noville durchquert sie das Naturschutzgebiet Les Grangettes und erreicht westlich des Campingplatzes Les Grangettes das Ufer des Genfersees. Die im Genfersee liegenden Abschnitte der Leitung haben im ganzen eine Länge von 99 Kilometern. Zwischen Noville und Vengeron bildet die Trasse sechs grosse Schlaufen im See, die bei Vevey, Lausanne, Tolochenaz, Gland und Collonge-Bellerive das Land erreichen. Von Tolochenaz aus verläuft eine Anschlussleitung nach Orbe. Im Kanton Genf umgeht der letzte Teil der Leitung von Vengeron bis Vernier ebenfalls unterirdisch das zentrale Stadtgebiet westlich des Flughafens Genf-Cointrin und endet bei Vernier im Areal der ehemaligen Genfer Gasfabrik beim Anschluss an das Stadtnetz der Services Industriels de Genève.
Für das Verlegen der Leitung im See errichtete Gaznat bei Le Bouveret einen Lager- und Rüstplatz. Dort wurden die 12 m langen Stahlrohre mit einem Durchmesser von 10 Zoll zu langen Leitungsabschnitten zusammengeschweisst, die auf einem Spezialschiff zusammengefügt und anschliessend im See versenkt wurden. Die Leitung liegt teilweise mehr als 300 m unter der Seeoberfläche, was in der Bauzeit eine Pionierleistung war. Für die Kontrolle der Leitung unter Wasser wurde das experimentelle Tauchboot Auguste Piccard des Meeresforschers Jacques Piccard eingesetzt.
1995 bis 2000 legte Gaznat eine zweite Pipeline des Gazoduc Suisse Romand, die den Genfersee von Les Grangettes bis Gland ebenfalls in Schlaufen durchquert und Zwischenanschlüsse bei Clarens, Lausanne und Tolochenaz hat.
Im Jahr 1979 gründete Gaznat gemeinsam mit dem Unternehmen Gasverbund Mittelland die Firma Unigaz, die eine neue Gasleitung zwischen Orbe und Mülchi als Verbindung zum Netz von Swissgas und 1994 die Leitung Ruswil-Altavilla zur internationalen Transportleitung von Transitgas baute.
Vom Gazoduc Suisse Romand aus bestehen mehrere Anschlüsse zu den Erdgasleitungen in Frankreich: der 1977 gebaute Gazoduc La Gabiule-Annemasse, der 1989 gebaute Gazoduc St-Julien-Vernier und die 2014 errichtete Leitung Gazoduc Trélex-Colovrex.